# Guggenheim
Dinastija Guggenheim je američka obitelj aškenatskoga židovskoga podrijetla. 
Počevši s Meyerom Guggenheimom, koji je stigao u Ameriku 1847., obitelj je bila poznata po svojim svjetskim uspjesima u rudarstvu i taljenju (uključujući i tvrtku "American Smelting and Refining Company"). 
Tijekom 19. stoljeća, obitelj je među najbogatijima u svijetu. Oni su kasnije postali poznati po svojoj filantropiji u različitim područjima kao što su moderna umjetnost i zrakoplovstvo, uključujući i nekoliko muzeja Guggenheim (Muzej Guggenheim u New Yorku, Zbirka Peggy Guggenheim, Muzej Guggenheim u Bilbau i dr.) kao i Guggenheimov aeronautički laboratorij i IM Peijov Paviljon Guggenheim u "Mount Sinai Medical Centru" u New Yorku. 
Rasprodali su svoja globalna rudarska bogatstva nakon Prvog svjetskog rata i povukli se iz biznisa, ali ne posve. Obiteljsko investicijsko društvo "Guggenheim Partners" danas upravlja s više od 100 milijardi dolara imovine. Druga obiteljska tvrtka "Guggenheim Investment Advisors" nadzire oko 50 milijardi dolara imovine. Pripadaju među najbogatije i najmoćnije obitelji u SAD-u i na svijetu.